# Anarchist Black Cross
L'Anarchist Black Cross est un réseau international anti-carcéral de soutien aux prisonniers politiques et sociaux.
Les premiers groupes apparaissent en Russie au début des années 1900, dans le contexte de la révolution russe de 1905. Le réseau international est fondé en été 1907, sous l'appellation Anarchist Red Cross (en rupture avec la Political Red Cross) pour venir en aide aux libertaires et aux socialistes révolutionnaires incarcérés en Russie tsariste,,,,,.
Auto-dissoute après la révolution d'octobre 1917, considérant qu'il n'y avait plus de prisonniers libertaires à soutenir, l'ABC se reconstitue rapidement du fait de la répression du nouveau pouvoir dictatorial bolchévique qui la tolère avant de l'interdire totalement en 1925.
L'ABC est reconstitué, en 1924, aux États-Unis, et lance cet appel : « To the Workers of America: Save Your Brothers Tortured in the Prisons of Russia » / « Aux travailleurs américains : sauvez vos frères torturés dans les prisons russes. »
En 1967 en Grande-Bretagne, l'ABC est refondé et redynamisée par Albert Meltzer et Stuart Christie, récemment libéré des prisons espagnoles franquistes.
En 1995, aux États-Unis, une Anarchist Black Cross Federation réunit les collectifs locaux,, par exemple à Austin (Texas) ou à New York. L'ABC est intervenu, notamment, dans la campagne internationale pour la libération de Mumia Abu-Jamal.
Le réseau est connu pour fournir un soutien juridique et matériel aux prisonniers politiques, qu'ils aient ou non commis des actes illégaux, voire des violences dans un but révolutionnaire, mais aussi à tous les prisonniers sociaux incarcérés pour leur action ou leur résistance au capitalisme et aux formes de discriminations.
Partisan de l'abolition de la prison,, ABC apporte son soutien aux prisonniers de toutes sortes, à l'exception « des prisonniers incarcérés pour viol ou agression raciste. »

## Éléments historiques

### Première vague (1901-1960)

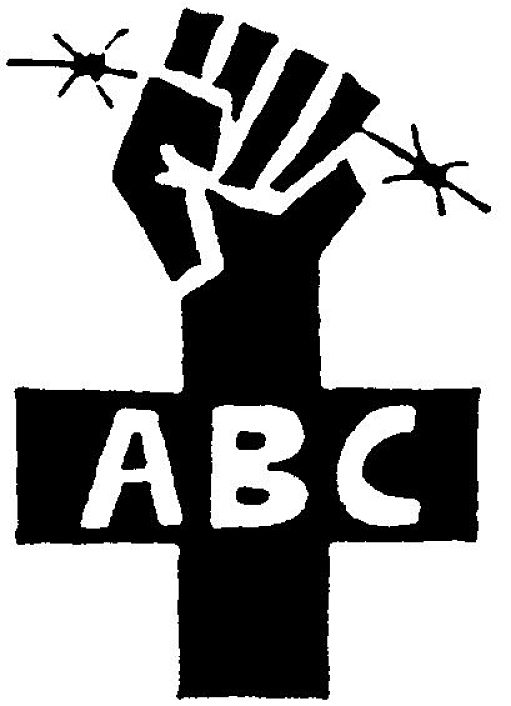

L'Anarchist Black Cross apparaît sous le nom d'Anarchist Red Cross, une scission de la Political Red Cross, organisme de soutien aux prisonniers politiques dans la Russie tsariste.
Pendant des années, les origines du groupe sont un sujet à caution mais de récents documents ont éclairci les faits.
En raison du refus du Political Red Cross, alors contrôlée par les sociaux-démocrates, de fournir du soutien aux prisonniers anarchistes et socialistes révolutionnaires, malgré les dons faits à l’organisation par des militants issus de ces deux tendances politiques, des militants russes, dont certains en exil, créent donc l'Anarchist Red Cross pour soutenir leurs camarades incarcérés dans les prisons russes. Chaque branche prenant le nom de la région dans laquelle elle opérait (Latvia, Riga, Odessa, etc.),.
Selon Rudolf Rocker, un des trésoriers de l'Anarchist Red Cross de Londres, l'organisation est fondée pendant la période mouvementée de 1900 à 1905. De nombreuses autres sources situent la naissance du premier groupe durant cette période. Il va se développer après la révolution russe de 1905 et la vague de répression qui conduit de nombreux anarchistes derrière les barreaux.
Selon Harry Weinstein, un des deux créateurs de l'organisation, celle-ci commence son activité après son arrestation en juillet ou août 1906. Une fois sorti de prison, Weinstein et d'autres anciens prisonniers envoient des vêtements aux anarchistes condamnés à l'exil en Sibérie. Weinstein affirme que le groupe quitte la Political Red Cross en 1906, alors que Weinstein et d'autres anarchistes ne reçoivent plus de soutien malgré de nombreux dons à la Political Red Cross de la part des anarchistes. Weinstein continue son combat en Russie jusqu'à son départ pour New York en mai 1907. Une fois là-bas, il contribue à créer la New York Anarchist Red Cross, dans laquelle prennent part des contributeurs du Mother Earth, un journal édité par Louise Berger et Emma Goldman.
Dans la Russie tsariste, en raison de leur soutien aux prisonniers politiques, nombre de membres de la Croix rouge anarchiste sont arrêtés, torturés et tués par le régime. L’organisation est déclarée illégale, et une simple adhésion justifie l’arrestation, l’emprisonnement et la condamnation aux travaux forcés en Sibérie.

#### Le groupe de Londres (1907)

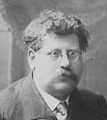
Rudolf Rocker.

Fondé en 1907, le premier groupe londonien de l'ABC réunit Pierre Kropotkine, Rudolf Rocker, Alexandre Schapiro et Varlam Tcherkezichvili. En 1911-1912, le groupe édite un journal connu sous le nom Hilf-Ruf (L'Appel à l'aide) - Organe de la Croix-Rouge anarchiste, publié pour moitié en yiddish et en russe.

#### En Russie après 1917
En Russie, après octobre 1917, pendant un moment, les ABC sont tolérés par les bolcheviks à Moscou et Petrograd. Leurs activités dans ces villes ne sont pas vraiment développées. La Tchéka, police secrète du nouveau régime, infiltre leur organisation. En dehors de Moscou, Petrograd et des territoires contrôlés par l'Armée révolutionnaire insurrectionnelle ukrainienne qui met en place des ABC « de terrain »,, la répression anti-anarchiste s'intensifie. La littérature libertaire est saisie et les militants de l'Anarchist Black Cross arrêtés et emprisonnés.
Au cours de la guerre civile russe, la Croix-Rouge anarchiste change de nom en Anarchist Black Cross afin d'éviter toute confusion, notamment avec la Croix-Rouge.
En septembre 1919, une attaque à la grenade contre une réunion du Parti Bolchevik de Moscou sert de prétexte à des arrestations massives d'anarchistes dans toute la Russie. Les militants sont arrêtés et l'insurrection ukrainienne de Nestor Makhno est écrasée sur ordre de Trotski, déterminé à nettoyer au « balai de fer » la Russie de l'anarchisme.
À Moscou, Odessa, Kharkov et beaucoup d'autres villes de nouvelles ABC et groupes similaires, sont fondés afin de permettre d'apporter de la nourriture aux prisonniers, mais aussi à tous les autres opposants de gauche incarcérés. La tâche se révèle difficile.
Après la répression sanglante de la révolte de Kronstadt (mars 1921), à Moscou et Petrograd de nouvelles vagues de répression frappent les anarchistes, notamment Sénia Fléchine et Mollie Steimer. Au fur et à mesure, les ABC d'abord tolérés, sont interdits totalement en 1925 et les anarchistes s'enfuient vers l'Europe ou l'Amérique du Nord.

#### Guerre d'Espagne et Seconde Guerre mondiale
Lors de la guerre d'Espagne et de la Seconde Guerre mondiale, de nombreux anarchistes vont s’organiser pour soutenir leurs camarades arrêtés et persécutés par le fascisme et le nazisme.
Les ABC se retrouvent alors débordés par les besoins de solidarité, tant en Europe qu'en Amérique du Nord. En 1945, les ABC ont presque disparu. Le Berkman Aid Fund de Chicago, apporte alors son aide à la reconstitution d'un groupe à Paris, celui-ci tiendra jusqu'en 1958.

### Seconde vague

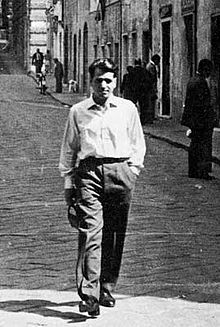
Giuseppe Pinelli, membre de l'ABC Milan.

Durant les années 1960, l'Anarchist Black Cross se reforme en Grande-Bretagne grâce à Stuart Christie et Albert Meltzer avec comme but premier de soutenir les prisonniers anarchistes du franquisme en Espagne, régime dictatorial que Christie connait bien puisqu'il a été condamné à 20 ans après avoir été accusé de vouloir commettre un attentat contre Franco. Il s'agit du premier groupe international de soutien aux prisonniers anarchistes espagnoles. La première action du groupe est d'exfiltrer Miguel García García (en) d'Espagne.
Le 12 décembre 1969, Giuseppe Pinelli, membre de l'ABC de Milan, est arrêté à la suite d'un attentat. Pendant trois jours, Pinelli est interrogé, au troisième jour il meurt après une chute du quatrième étage. Les policiers présents ne seront jamais jugés, la thèse officielle du juge d'Ambrosio étant que Pinelli a été pris d'un malaise, s'est levé de sa chaise et est tombé tout seul du quatrième étage. Il sera par la suite prouvé que l'attentat a été commis par des néo-fascistes, aidé par la CIA dans le cadre de la stratégie de la tension.

#### Proposition d'Ervin

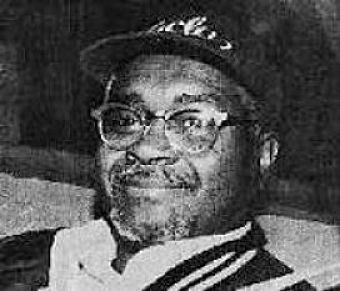
Lorenzo Kom'boa Ervin

En 1979, Lorenzo Kom'boa Ervin, un prisonnier politique adopté par l'ABC, publie Draft Proposal for an ABC Network dans l'intention d'initier un mouvement international de soutien aux prisonniers. Il souhaite transformer l'ABC, qui est un ensemble de collectifs, en un mouvement de masse uni. Cette proposition entraîne un nouveau vent pour l'Anarchist Black Cross bien que le souhait d'Ervin de voir un mouvement uni ne sera jamais exaucé.
L'organisation continue son développement en Europe et en Amérique du Nord. En 1995, les ABC des États-Unis se regroupe en Fédération des Anarchist Black Cross.

## Idées
L'ABC milite pour une abolition définitive des prisons. Elle s'oppose au contrôle et au rôle de la punition dans la société. Elle considère les délits et crimes non pas comme inhérents à l'être humain mais comme des produits de la société capitaliste. De facto, l'Anarchist Black Cross épousent les idées de l'anarchisme.

## Moyens
Les différents collectifs organisent des soirées de soutien afin de récolter des fonds, comme des débats, des projections de film ainsi que des concerts. Un des moments importants pour l'ABC, tant dans l'optique de récolter de l'argent que pour la rencontre des militants est l'ABC Fest.

## Fonctionnement
Les ABC sont des collectifs autonomes les uns des autres. Hormis aux États-Unis où les ABC sont regroupés dans une fédération, chacun des groupes agit selon le contexte local et ses possibilités. Cependant, il existe des principes fondateurs contre lesquelles les ABC ne peuvent aller, notamment la volonté de ne pas soutenir les prisonniers racistes ou coupables de viol.

## Publications
- Anarchist Black Cross Gand (Belgique), Interview du collectif des prisonniers Action directe, printemps 1999, [lire en ligne].

- New York City Anarchist Black Cross, Listing des prisonnier-e-s politiques et des prisonnier-e-s de guerre aux États-Unis, Reims Medias Libres, 10 décembre 2014, [lire en ligne].

## Prisonniers notoires adoptés par l'ABC
- Mumia Abu-Jamal[13]
- Lorenzo Kom'boa Ervin
- Jeremy Hammond[22],[13]
- Oleksandr Oleksandrovytch Koltchenko
- Affaire des cinq espions cubains : Antonio Guerrero, Gerardo Hernandez, Ramón Labañino[13]
- Megan Rice (en)[13]
- Marius Mason[13]

## Adhérents notoires
- Louise Berger
- Alexandre Berkman[16]
- Anna Campbell
- Stuart Christie
- Véra Figner
- Emma Goldman
- Pierre Kropotkine
- Fiorenzo Lafranchi
- Albert Meltzer
- Giuseppe Pinelli
- Georg von Rauch
- Rudolf Rocker
- Alexandre Schapiro
- Olga Taratuta[23]
- Varlam Tcherkezichvili[24]